# 브라치섬

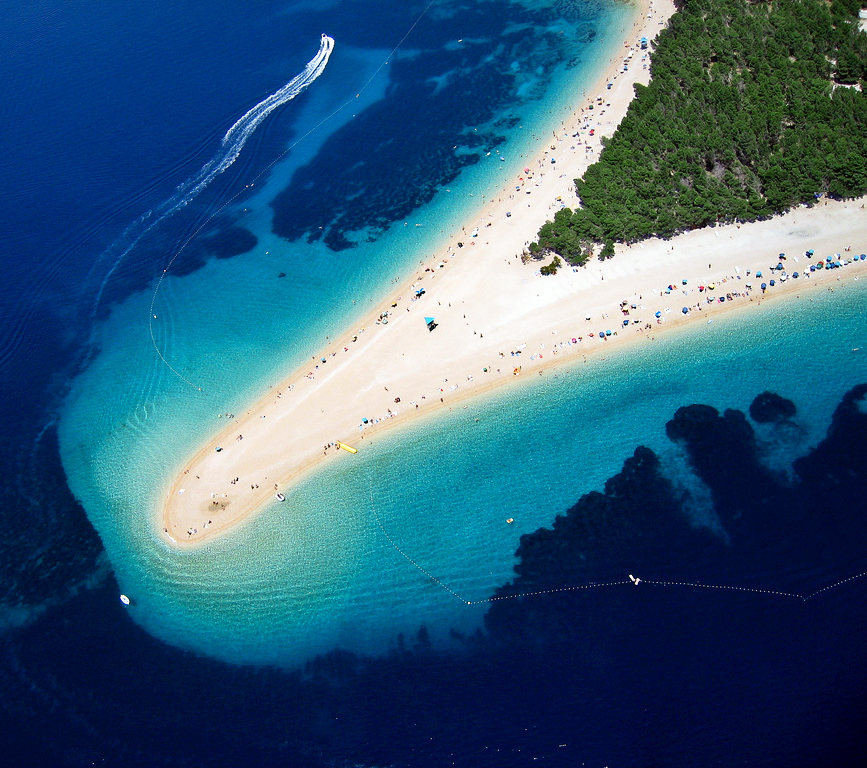
브라치섬의 즐라트니라트(Zlatni Rat)

브라치섬(크로아티아어: Brač, 이탈리아어: Brazza, 라틴어: Brattia)은 아드리아해에 위치한 크로아티아의 섬으로 면적은 396km2, 높이는 780m, 인구는 13,956명(2011년 기준), 인구 밀도는 35명/km2이다.
행정 구역상으로는 스플리트달마티아주에 속한다. 섬의 주요 산업은 관광업, 농업, 어업이며 석회암, 포도주, 올리브로 유명한 섬이다.